# Jon Flanagan
Jonathon Emile "Jon" Flanagan (sinh ngày 1 tháng 1 năm 1993) là cầu thủ bóng đá Anh gốc Ailen chơi cho HB Køge  ở vị trí hậu vệ cánh.Flagan bắt đầu sự nghiệp của mình tại Liverpool F.C.

## Sự nghiệp câu lạc bộ

### Liverpool

#### Mùa giải 2011-2012
Flanagan chơi đầy đủ 90 phút tại vòng 1 Giải ngoại hạng Anh trên sân nhà Sunderland. Trận đấu kết thúc với tỷ số 1-1. Flanagan tiếp tục được chơi đầy đủ 90 phút tại trận Liverpool chơi trên sân khách, trận thắng Exeter City 3-1 tại cúp Liên đoàn. Tại vòng sau đó của giải này anh ngồi dự bị trong chuyến hành quân tới sân của Brighton & Hove Albion. Anh đã có trận đấu thứ 11 cho Lữ đoàn đỏ sau kỳ sinh nhật thứ 19 của mình, thay thế Fabio Aurelio, trong trận Liverpool chiến thắng 5-1 trước Oldham Athletic, vòng 3 của cúp FA. Flanagan trở lại vào ngày 24 tháng 3 trong trận đấu với Wigan Athletic, tại giải ngoại hạng, trong tình trạng Liverpool mất bộ đôi Glen Johnson và Martin Kelly do chấn thương. Flanagan tiếp tục giữ vị trí của mình, chơi đầy đủ 90 phút trong 2 vòng đấu tiếp theo, trước khi ngồi băng ghế dự bị thay cho Brad Jones vào phút thứ 26, trận đấu với Blackburn Rovers, sau khi Doni phải rời sân. Trận này Liverpool thắng 3-2.

## Sự nghiệp thi đấu quốc tế
Trong tháng 5 năm 2011, lần đầu tiên anh được gọi để chơi cho đội hình U19 Anh, mặc dù anh đã phải rút lui do một chấn thương bắp chân. Vào tháng 8 năm 2011 anh có tên trong đội hình U21 Anh. Anh xuất hiện trong chiến thắng 6-0 trước Azerbaijan.

## Thống kê sự nghiệp
Tính đến 11 tháng 5 năm 2014
| Câu lạc bộ          | Câu lạc bộ          | Câu lạc bộ          | Giải đấu | Giải đấu  | Cúp FA | Cúp FA    | Cúp Liên đoàn | Cúp Liên đoàn | Châu Âu | Châu Âu   | Tổng cộng | Tổng cộng |
| Mùa giải            | Câu lạc bộ          | Giải đấu            | Trận     | Bàn thắng | Trận   | Bàn thắng | Trận          | Bàn thắng     | Trận    | Bàn thắng | Trận      | Bàn thắng |
| Anh                 | Anh                 | Anh                 | League   | League    | FA Cup | FA Cup    | League Cup    | League Cup    | Châu Âu | Châu Âu   | Tổng cộng | Tổng cộng |
| ------------------- | ------------------- | ------------------- | -------- | --------- | ------ | --------- | ------------- | ------------- | ------- | --------- | --------- | --------- |
| 2010–11             | Liverpool           | Premier League      | 7        | 0         | 0      | 0         | 0             | 0             | 0       | 0         | 7         | 0         |
| 2011–12             | Liverpool           | Premier League      | 5        | 0         | 1      | 0         | 2             | 0             | 0       | 0         | 8         | 0         |
| 2012–13             | Liverpool           | Premier League      | 0        | 0         | 1      | 0         | 0             | 0             | 1       | 0         | 2         | 0         |
| 2013–14             | Liverpool           | Premier League      | 23       | 1         | 2      | 0         | 0             | 0             | 0       | 0         | 25        | 1         |
| 2014-15             | Liverpool           | Premier League      | 0        | 0         | 0      | 0         | 0             | 0             | 0       | 0         | 0         | 0         |
| 2015-16             | Liverpool           | Premier League      | 0        | 0         | 0      | 0         | 0             | 0             | 0       | 0         | 0         | 0         |
| Tổng cộng sự nghiệp | Tổng cộng sự nghiệp | Tổng cộng sự nghiệp | 35       | 1         | 4      | 0         | 2             | 0             | 1       | 0         | 42        | 1         |